# Keiser University-Latin American Campus
Keiser University - Latin American Campus (KULAC) —conocida coloquialmente como «Keiser»— es un campus filial de Keiser University, una institución universitaria privada con sede en Florida, Estados Unidos. Se encuentra ubicada en el municipio de San Marcos del departamento de Carazo, Nicaragua. 
Es de las pocas universidades estadounidenses en Centroamérica que ofrece licenciaturas de 4 años en las áreas de Psicología, Administración de Empresas, Ciencias Políticas, Ingeniería en Software, y Estudios Interdisciplinarios. Además de contar con otros programas que van desde Grados Asociados hasta Doctorados en línea. Como parte del conglomerado de Keiser University, los estudiantes del campus en San Marcos pueden transferirse a los más de 100 programas ofrecidos por cualquiera de los campus en Florida.

## Historia
Esta institución está ubicada en el campus que antes pertenecía a La Antigua Escuela Normal de Señoritas de San Marcos. Desde su fundación en 1993, esta institución operó bajo el nombre de Universidad of Mobile Latin American Campus y fue operada por la Universidad de Mobile, una universidad privada bautista con sede en Alabama.
En el 2000, Ave Maria College adquirió la institución de la Universidad de Mobile el día 1 de julio. Una vez realizada esta adquisición, la universidad pasó a llamarse Ave Maria College of the Americas hasta que se convirtió en el campus filial de Ave Maria University en 2007.
El campus luego fue adquirido por Keiser University el 1 de julio de 2013. Desde entonces, Keiser University y los socios locales han invertido en infraestructura para permitir que el alumnado crezca significativamente.